# Reggimento Preobraženskij
Il Reggimento della guardia Preobraženskij (in russo Преображенский лейб-гвардии полк?, Preobraženskij lejb-gvardii polk) è stato un reggimento dell'esercito dell'Impero russo, fondato nel 1687 su ordine di Pietro il Grande e sciolto nel 1918, in seguito alla rivoluzione bolscevica. Molti dei suoi ufficiali parteciparono alla rivolta decabrista del 1825.
Una delle sue prove più famose fu quella data durante la battaglia di Kulm il 28 e 29 agosto 1813 quando, come parte della Prima divisione delle Guardie, il reggimento fronteggiò in forte inferiorità numerica una carica delle truppe francesi. L'anno successivo partecipò come parte dell'armata di Barclay de Tolly all'intera campagna di Francia e all'occupazione di Parigi.
Nel XVIII e nel XIX secolo farne parte era considerato una prova di lealtà allo Zar. Tra i membri vi fu anche il celebre compositore Modest Petrovič Musorgskij. L'ultimo comandante fu Aleksander Kutepov.
La Marcia del Reggimento Preobraženskij (Марш Преображенского полка) è una delle più celebri marce della storia russa, ed è utilizzata come marcia lenta anche dai Royal Marines britannici. Scritta al tempo di Pietro il Grande, fu utilizzata come ufficioso inno nazionale.
Nel 1979 è stato ricostituito come 154º Reggimento comando autonomo "Preobraženskij" (in russo 154-й отдельный комендантский Преображенский полк?, 154-j otdel'nyj komendantskij Preobraženskij polk, unità militare 01904).

## Nella letteratura
Lo scrittore italiano Roberto Pazzi ha pubblicato nel 1985 il romanzo Cercando l'imperatore, incentrato su vicende di fantasia che sarebbero accadute al reggimento durante la prima guerra mondiale e la Rivoluzione russa.